# Aleksandr Bagration-Mukhrani
Aleksandr Bagration-Mukhrani (in georgiano ალექსანდრე ბაგრატიონ-მუხრანელი?; in russo Александр Ираклиевич Багратион-Мухранский?, Aleksandr Iraklievič Bagration-Muchranskij; Mchadijvari, 20 luglio 1853 – Pjatigorsk, 30 ottobre 1918) era un membro della casa reale della Georgia, capo della casa dei Bagration-Mukhrani e generale dell'esercito imperiale russo.

## Biografia
Figlio del principe Irakli Bagration-Mukhrani e della principessa Ketevan Argutinskij-Dolgorukov, compì la propria formazione presso la scuola di cavalleria Nikolaevskij per poi entrare nell'esercito imperiale nel 1874 e prendere parte alla guerre russo-turca.
Fu promosso colonnello nel 1893, servì nel distretto militare del Caucaso fino al 1902 e a seguire divenne comandante del reggimento dragoni Nižnij Novgorod.
Nel 1903, alla morte di suo cugino di primo grado Konstantin, gli succedette come capo della casa.
L'anno successivo fu nominato maggior generale e posto al comando del reggimento delle guardie a cavallo Leib.
Fu membro della Duma e promosso tenente generale nel 1917.
Dopo la Rivoluzione d'ottobre tentò di rientrare in Georgia ma fu catturato dalle Guardie Rosse nel nord del Caucaso e nell'ottobre 1918 fu soppresso a Pjatigorsk insieme ad altri ufficiali zaristi.
Gli sopravvissero la vedova Marija Golovačeva, morta in esilio a Nizza nel 1932, e i due figli Georgi e Nina.
Sua nipote Leonida fu moglie di Vladimir Romanov, pretendente al trono russo.